# Aba-Mari
Aba-Mari de seu nome completo Abba Mari ben Moses ben Joseph (Lunel, Hérault, 1250 – 1306) foi um rabino francês dos fins do século XIII, célebre pela controvérsia que suscitou entre os judeus espanhóis e franceses a propósito dos livros filosóficos de Moisés Maimonides.